# Perach
Perach est une commune de Bavière (Allemagne) de 1 213 habitants, située dans l'arrondissement d'Altötting.